# Kachelmann János
Kachelmann János (Selmecbánya (Hontm.), 1806. július 7. – Selmecbánya, 1873. november 28.) ügyvéd. Szülővárosában ügyvédkedett és a város tanácsosa volt.
Cikkei az Uj Magyar Múzeumban (1851-52. I. IV. Béla oklevele, 1853. Nyilt felelet Ipolyi Arnold úrnak, 1854. I. 488. 1. Kövy Sándor tisztelőinek nyilt levél, 1859. I. 294. 1. Szepes és Gömör nevéről és Béla névtelen jegyzőjéről); a M. Tudom. Értekezőben (1862. I. könyvism.); latin költeménye: Utóhangok Szeberényi János... gyászemlékezetére. Selmecz, 1857. cz. munkában.

## Munkái
1. Geschichten der ungarischen Bergstädte und ihrer Umgebung. Erste Vorselung (bis zum J. 1000) gehalten zur 500-jährigen Gründungsfeier von Hodritz auf Kerlingens todten Gebeinen im Sommer 1852. Zweite Vorlesung (bis hum J. 1301) gehalten d. 3. Sept. 1854. am Gerode bei Schemnitz. Schemnitz, 1853. és 1855. (Ims. P. Napló 1855. I. 129., 130. sz., Budapesti Hirlap 1856. 192., 197., 200., 201. sz.)
2. Huldigung der Schemnitzer Berggeister. Sr. k. k. Hoheit, dem Erzherzog Stephan ... dargebracht im hundertsten Jahre nach Erlass der Artikular-Resolutionen ... für die sieben Bergstädte. Schemnitz, év n.
3. Geschichte der ungarischen Bergstädte und ihrer Umgebung III. Theil. Ein Beitrag zur Geschichte der Hussiten und der Reformation. Uo. 1867. (A bányavárosok története magyar czímmel is, de német szöveggel.)
4. Das Alter und die Schichksale des ungarischen zunächst Schemnitzer Bergbaues nebst einer Erklaärung der Eigennamen des Landes. Uo. 1870. (Zur Saecularfeier der schemnitzer Bergakademie.)